# 東一夫 (経営コンサルタント)
東一夫（ひがし かずお、1955年3月26日 - ）は、日本の経営コンサルタントで福祉事業家。学位はMBA（ミシガン州立大学）。ホープ社会事業協同組合理事長、ホープグループ代表（複数の障がい者就労支援施設を運営する。複数の企業の代表取締役を兼任）。

## 経歴
大阪市都島区出身。兵庫県立西宮高等学校を経て、関西大学工学部卒業。ミシガン州立大学経営大学院修士課程修了（MBA）。
日本電気［事業会社］、シティバンク［金融会社］、三和総合研究所（現 三菱UFJリサーチ＆コンサルティング）［シンクタンク］を経て、1997年4月に独立してコンサルティング会社を設立。2008年6月から福祉事業を立ち上げ、2018年3月に障害者雇用を促進するホープ社会事業協同組合を創設、現在に至る。
新しい社会経済制度「社会資本システム（Social Capitalism）」を提唱、その研究のために非営利の一般社団法人「社会資本研究所」を設立、ホームページで研究成果を公表する情報発信のスタイルをとる。

## 人物
人懐こい話し方、気さくな性格で、誰とでも気軽に話ができるオープンマインドなところがある。ただ、経営コンサルタントは、あくまで裏方の黒子に徹するべきという強い信念があり、マスコミなどメディアには一切登場してこなかった。
人知れず、密かに提唱した内容が、社会や企業に受け入れられ、世の中が良い方向へ変化していくことに「黒子の喜び」を感じ、出版や言論活動にいそしむ生き方を好む。

## 思想・信条
企業の経営者から教えてもらった事業が永続できる極意「強助弱食」や、障がい者事業から教わった「全ての人は困難に立ち向かい、障害をもって生きる運命にある」という考え方を大事にしており、自分が経営する事業会社の経営理念にする。

## 著書
- 『経済大変革』イースト企画　、2004年1月5日。ISBN 4-902397-00-5。
- 『増税は日本を滅ぼす』エンタイトル出版、2011年9月25日。ISBN 978-4-434-15866-7。
- 『ＡＣＴ３』ビジョン出版・ミッション、2021年9月25日。